# あかつ
あかつ（本名：山名 大輔（やまな だいすけ）、1981年〈昭和56年〉5月22日 - ）は、日本のお笑い芸人。
福島県いわき市出身・在住。個人事務所「赤津部屋」所属（株式会社オフィスコンジョーと業務提携）。

## 略歴・人物
福島県いわき市立錦中学校卒業、福島県立好間高等学校卒業、仙台大学卒業、その後東京へ。当初はナインティナインと同じ道をたどりたく高校卒業後すぐにNSCに入ろうと思っていたが、進路指導の先生に3回も断られ、改めて養成所の募集要項を見ると年齢制限が24歳まで可とあったためひとまず大学進学を決断。進学後もお笑い芸人になりたい思いが収まらず、大学卒業後に東京NSCに入学。学生時代から岡村の大ファンで「岡村の弟子になりたい」と思う気持ちが強くなりすぎ、大学4年の夏に岡村に弟子入りの直訴をするため手紙と履歴書と写真を持ちフジテレビの玄関前で1週間寝泊まりをしていた。その際に玄関出待ちが当時のナインティナインのマネージャーの耳に入り、東京NSCを案内され入学したというエピソードを後のラジオで明かしている。
東京NSC10期生出身。吉本興業（東京吉本）に所属していた当時は、コンビ「さんぽ道」のメンバーとして活動。
さんぽ道解散後はピン芸人として活動。2007年には芸人の活動を一時休止し、いわき市議会議員である父親（赤津一夫）の紹介で地元選出の当時参議院議員であった岩城光英の秘書を1年間限定で務めた。
その後オスカープロモーションに移籍。 2014年5月いっぱいでオスカーを退所、フリーとなった。
2012年・2016年とアメリカのマンハッタンにあるアポロ・シアターでネタを披露。客を沸かせるほどの有名人になった。
特技は柔道で、父にやらされる形で柔道をし、小学3年生から大学4年生までやっていた。中学生時代と高校2年生・3年生の時に福島県大会で1位、国民体育大会でベスト8に入った成績を残している。段位は2段。オリンピックを目指していた時もあったが、強化選手と試合をした時に、そのレベルの差を痛感してあきらめたという。
趣味は料理（特にチャーハン作り）、街中にある顔の写真を集めること。
合コンで知り合い結婚した妻は、吉本興業所属のお笑いコンビ・カリントウの川畑雅秀の姉。2011年12月1日に入籍し、2013年1月23日に第一子誕生。
相撲は、子供の頃から祖父と一緒に見ていたことから好きで、力士の中では里山とは同い年と言うこともあって公私共に親交がある。思い出の一番には、2012年日本大相撲トーナメントの白鵬×隆の山戦を挙げている。あかつは力士の物真似を代表的なネタとして行ってはいるが、前述の通り柔道経験はあるものの力士として活動した経験はアマチュアとしても無いという。
2014年5月、いわき応援大使をいわき市より委嘱された。
テレビの仕事から離れていたが、2017年2月にバラエティ番組『めちゃ²イケてるッ!』（フジテレビ）の企画にて新ネタを披露し『さんまのお笑い向上委員会』のモニター芸人枠をゲットし再び注目される。
2019年、『AbemaTV 大相撲LIVE』の土日レギュラーとして7月・9月・11月場所の幕内解説中のアクション解説で花田虎上の相手役を務める。取組の勝敗の要因を花田が実際の動きで分かりやすく説明をする補助をしており、放送中は廻し姿で待機。番組の終わりには終了時間まで「スモのまね」と称するネタを披露している。
同年5月1日にはYouTubeチャンネル「あかつ部屋」を開設している。
2020年5月1日、個人事務所「赤津部屋」を設立したことを自身のTwitterで報告した。これまでの所属事務所であるオフィスコンジョーとも業務提携を結んでいる。しかし同年、2019新型コロナウイルス感染拡大の影響で営業が激減し、月21万円のマンションの家賃を払うことなど生活費の工面がままならなくなったため、家賃・光熱費・食費込みで3万円の実家に身を寄せることとなった。これは2020年6月20日放送分の『さんまのお笑い向上委員会』にて公表された。同年6月より地元いわき市に帰住。
同年11月17日、膝前十字靭帯断裂および半月板損傷と診断され、手術を受けることを公表した。10日間入院後、『福島まるごとライブ ヨジデス』（福島放送）の木曜レギュラー「ありがと散歩」の生放送に松葉杖で復帰した。

## 芸風
これまでには、あかつの地元の福島の方言を取り入れた喋りやその方言や訛りを入れたラップのネタ、難しい体勢で物真似などのネタを演じるものなどがあった。その後、相撲とエクササイズを融合したという「すもササイズ」と称するネタを、廻し姿でダンスと力士の土俵上での蹲踞、立合いの真似などを取り入れて演じている。この力士キャラクターは、「さんぽ道」時代でもあかつがやっていたキャラクターの一つでもあり、芸人を始めた次の年あたりから始めた。『とんねるずのみなさんのおかげでした』（フジテレビ）の「博士と助手〜細かすぎて伝わらないモノマネ選手権〜」に出たくて、まず朝青龍の個性的な気合の入れ方をやってみたところ、意外と似ていたのでそこからはまって始めたと言う。なお、持っている廻しは2本で、いつも本番前にトイレなどに入り自分1人で着けているという。
また「AK2」名義で、相撲とヒップホップを融合した「すップもップ」アーティストとして活動している。
「あかつ」と空耳される部分があることから、ロゼとブルーノ・マーズ「APT.」を出囃子として使う事がある。
大相撲本場所前には「相撲芸人来舞 連合稽古」と称するライブイベントを行っており、相撲ネタを演じる好角家の芸人・元力士の芸人たち（マービンJr.、ゆんぼだんぷ、キンボシ、めっちゃなど）と共演している。「キングオブコント2023では、ユニット連合稽古として準決勝に進出した。

## 出演

### テレビ
- オンバト+（NHK総合） - 戦績1勝3敗、最高417KB
- エンタの天使 第11回（2009年7月29日、日本テレビ） - キャッチコピーは「福島発!ひとり歌劇団」
- あらびき団（2010年1月6日・2月3日、TBSテレビ）
- ダウンタウンのガキの使いやあらへんで!!（2010年1月24日、日本テレビ） - 「山-1グランプリ」
- ぐるぐるナインティナイン（2010年2月11日、日本テレビ） - 「やば荘」
- 新堂本兄弟（2010年5月2日、フジテレビ）
- ダウンタウンDX（2010年5月6日、読売テレビ）
- おとなのびっくりクリニック2（2010年8月、日本海テレビ） - マンスリーゲスト
- 爆笑レッドカーペット ヤングライオン杯決勝大会（2010年9月25日、フジテレビ） - キャッチコピーは「目指すは金星!」
- 森田一義アワー 笑っていいとも!（2010年10月19日、フジテレビ） - 「お笑いニートを救え!ギャグマーケット」
- SMAP×SMAP（2010年11月29日・2015年2月9日、関西テレビ・フジテレビ）
- 爆笑一番（2011年1月20日、秋田テレビ）
- クイズ☆タレント名鑑（2011年5月1日・7月 - 2012年3月、TBSテレビ）
- ザ!世界仰天ニュース（2011年8月31日、日本テレビ）
- とんねるずのみなさんのおかげでした（2012年7月19日、フジテレビ） - 「モジモジくんHYPER in 庄内平野」
- ドリームチーム対抗!最強!!ものまね紅白!史上初の頂上決戦スペシャル（2013年10月29日、フジテレビ）
- 笑神様は突然に…（2013年12月20日、日本テレビ）
- 特捜警察ジャンポリス（2014年10月10日・2015年12月18日・2016年1月8日・4月4日・9月9日、テレビ東京）
- SKE48 エビカルチョ!（2014年11月29日、日本テレビ）
- 坂上忍Presents ボートレースのじかん（2014年11月 - 2016年6月、日本レジャーチャンネル） - パペットチワワ・マーくん（声の出演）
- クイズ☆正解は一年後（2014年12月30日、TBSテレビ）
- 鶴瓶のうるさすぎる新年会2015（2015年1月1日、フジテレビ）
- ジョブチューン アノ職業のヒミツぶっちゃけます!大相撲&プロ野球ぶっちゃけ祭り!3時間SP（2015年1月10日、TBS）
- ドミソラ（2015年5月2日・10月12日・2016年1月16日、福島放送）
- オールスター感謝祭（TBSテレビ）
  - オールスター感謝祭2015秋 チーム対抗サバイバル!クイズ王座決定戦!!（2015年10月3日） - 安美錦、誉富士、宝富士と共にチーム大相撲伊勢ヶ濱部屋として出演
  - オールスター感謝祭2016春（2016年４月9日）
  - オールスター感謝祭2016秋（2016年10月8日）
  - オールスター感謝祭2017春（2017年4月8日）
  - オールスター感謝祭2017秋（2017年10月7日）
  - オールスター感謝祭2018春（2018年3月31日）
  - オールスター後夜祭2018年春（2018年4月1日） - 解答者
  - オールスター後夜祭2018年秋（2018年10月7日） - ヒッチハイクに挑戦しチャレンジ成功
  - オールスター後夜祭2019春
  - オールスター後夜祭2021春
  - オールスター後夜祭2022秋
  - オールスター後夜祭2023秋
  - オールスター後夜祭2024秋
  - オールスター後夜祭2025春
- アッコにおまかせ!（2016年1月21日、TBSテレビ）
- 水曜日のダウンタウン（不定期出演、TBSテレビ）
- 24時間テレビ39「愛は地球を救う」 愛〜これが私の生きる道〜（2016年8月28日、日本テレビ）
- めちゃ²イケてるッ!（2017年2月4日、フジテレビ）
- 日曜もアメトーーク!（2017年2月12日、テレビ朝日） - 「相撲大好き芸人」
- さんまのお笑い向上委員会（2017年2月18日 - 2018年1月27日、フジテレビ）-「モニター横芸人」として
- B2takes!TV「チカメンですけど何か？」(2017年5月28日、6月4日、TOKYO MX2)
- 花田虎上presents 踊る!チバテレYAGURA（2020年4月 - 2021年6月、千葉テレビ放送）
- 踊る!さんま御殿!! 3時間SP 国民的声優!ルパン&ポケモン&ウマ娘! 元白鵬関&阿部一二三（2022年12月20日、日本テレビ）
- ワイドナショー（2023年7月30日、フジテレビ）

### テレビドラマ
- 土俵ガール! 第4話（2010年8月5日、毎日放送） - 「田中島ファイナンス」社員 役
- 東京全力少女 第9・11話（2012年12月5日・19日、日本テレビ） - スポーツジムの客 役
- 烈車戦隊トッキュウジャー 第20話（2014年7月13日、テレビ朝日） - 相撲取り 役
- 月曜ゴールデン（TBS） 
  - 家庭教師が解く!2〜氷上の殺人トリック〜（2014年11月10日）- 鎌田 役
  - 西村京太郎サスペンス 十津川警部シリーズ - 清水滋刑事 役
    - 51 京都〜小浜殺人迷路〜八百比丘尼伝説の怪〜（2014年1月13日）
    - 52 小田原城殺人事件〜一期一会の証言〜（2014年5月12日）
    - 53 伊豆・踊り子号殺人ルート〜消えた一億円の謎〜（2014年10月20日）
    - 54 サンライズ出雲の女 消えた似顔絵の女（2015年4月13日）

### ライブ配信
- 相撲芸人あかつの大相撲中継裏解説（2014年11月 - 、ニコニコ生放送）
- 邪道だらけの夜の大運動会2018（AbemaTV AbemaSPECIAL2、2018年4月30日[20] - 5月1日）
- 石橋貴明プレミアム（2019年3月24日、AbemaTV）
- 大相撲LIVE (AbemaTV、2019年7月・9月・11月場所、2020年1月場所土日レギュラー[21])

### 舞台
- コカンセツ!〜再演〜（2011年9月21日 - 25日、天王洲銀河劇場）
- AMATEUR NIGHT（2012年5月30日、ニューヨークアポロ・シアター）
- FROG-新撰組寄留記-（2013年2月1日 - 4日、六行会ホール） - 松本良順 役

### ラジオ
- がちラジ!エンタ（FMいわき） - 第5週担当
- EMOTIONAL BEAT あかつのじかんいっぱい（2014年4月 - 6月、レインボータウンFM）

### CM
- HOME MADE 家族「AKATSUKI」スポット
- アサヒビール クリアアサヒ「打ち上げ」篇
- 霧島酒造 本格焼酎 白霧島「土俵入り」篇

### 映画
- あいときぼうのまち（2014年6月21日、太秦） - 村木 / 島崎剛 役